# Kerkera
Kerkera également typographié Karkira est une commune de la wilaya de Skikda en Algérie.